# Majesty (Spiel)
Majesty – deine Krone, dein Königreich (englischer Titel: Majesty: For the Realm) ist ein Kartenspiel des Spieleautors Marc André, das 2017 im Hans im Glück Verlag erschien. Es handelt sich um ein Spiel, bei dem die Mitspieler Karten aus einer Auslage nehmen und damit die Bevölkerung ihres Königreichs aufbauen, für die sie Geld bekommen.

## Spielweise
Bei Majesty – deine Krone, dein Königreich geht es thematisch um den Wettstreit mehrerer Königreiche, die mit Hilfe einer Kartenauslage aufgebaut werden. Die Spieler versuchen, durch die Auswahl verfügbarer Charaktere möglichst viel Geld zu bekommen, das am Ende des Spiels über den Sieg entscheidet.
Das Spielmaterial von Majesty besteht neben der Spielanleitung aus:
- 32 doppelseitig bedruckte Gebäudekarten, jeweils acht verschiedene pro Mitspieler,
- eine Auslage für die Platzierung von je fünf Spielfiguren,
- 30 Spielfiguren („Meeple“),
- 50 Personenkarten, davon 33 mit grüner und 27 mit roter Rückseite, sowie
- 70 Münzchips (10× 1er, 25× 2er, 25× 10er, 6× 50er und 4× 100er mit Prunkstück).

### Spielvorbereitung
Zur Vorbereitung des Spiels bekommt jeder Spieler acht unterschiedliche Landschaftskarten, die zu einer durchgehenden Landschaft zusammengelegt werden. Dabei handelt es sich um eine Mühle, eine Brauerei, ein Hexenhaus, einen Wachturm, eine Kaserne, eine Taverne, ein Schloss und ein Lazarett. Je nach Vorab-Entscheidung können die Spieler die A-Seiten oder B-Seiten der Karten spielen oder diese auch mischen, sie müssen jedoch alle dieselbe Seite eines Gebäudes vor sich liegen haben. Zudem bekommt jeder Spieler eine Auslage und fünf Spielfiguren, die er auf der Auslage platziert.
Die Personenkarten werden nach Rückseiten sortiert und dann jeweils einzeln gemischt. Die Karten mit der roten Rückseite (Bezeichnung 2) werden verdeckt in die Mitte gelegt, von den Karten mit grüner Rückseite (Bezeichnung 1) werden sechs Karten offen nebeneinander neben den Kartenstapel gelegt, die restlichen Karten kommen verdeckt auf den roten Stapel. Beim Spiel mit vier Spielern werden die obersten sieben Karten des Personenstapels unbesehen aus dem Spiel genommen, beim Spiel mit drei Spielern die obersten 19 Karten und beim Spiel zu zweit alle grünen Karten mit Ausnahme der sechs Karten der Auslage. Die Münzchips werden ebenfalls in die Tischmitte gelegt.

### Spielablauf beim Spiel zu drei oder vier Spielern
Beginnend mit einem Startspieler, der die Auslage mit der roten Farbe hat, spielen die Mitspieler reihum im Uhrzeigersinn. In jeder Runde nimmt der aktive Spieler eine Karte aus der Personenauslage und legt diese an das entsprechende Gebäude seines Königreichs an. Dabei darf er von den sechs ausliegenden Karten jeweils die äußerst links liegende Karte ohne Bezahlung nehmen. Möchte er eine andere Karte nehmen, muss er auf jede links von dieser liegenden Karte einen Spielstein von seiner Ablage legen. Nimmt ein Spieler eine Karte mit Spielsteinen, darf er diese zu sich nehmen und damit seine Ablage auffüllen oder, wenn diese voll ist, pro Spielfigur eine Münze aus dem Geldvorrat nehmen.
Die genommene Karte wird nun unter das Gebäude gelegt, dass der Person entspricht und ein gemeinsames Symbol mit ihr teilt. Durch das Anlegen wird der auf dem Gebäude verzeichnete Effekt ausgelöst:
| Gebäude   | Personen- karte | Effekt | Punkte in der Schlusswertung |
| --------- | --------------- | --- | ---------------------------- |
| Mühle     | Müllerin        | Der Spieler erhält für jede Müllerin zwei Münzen. | 10                           |
| Brauerei  | Brauer          | A-Seite: Der Spieler erhält für jeden Brauer zwei Münzen und eine Spielfigur, alle anderen Spieler erhalten jeweils zwei Münzen, wenn sie mindestens eine Müllerin besitzen. B-Seite: Der Spieler erhält für jeden Brauer und jede Müllerin eine Spielfigur sowie zusätzlich zehn Münzen, wenn er mindestens ein Set aus Wirt und Adliger hat. | 11                           |
| Hexenhaus | Hexe            | Der Spieler kann zuerst die oberste Person heilen, die im Lazarett ist, und diese wieder in die Auslage bringen. Danach bekommt er für alle seine Müllerinnen, Brauer und Hexen je zwei Münzen. | 12                           |
| Wachturm  | Wachsoldat      | Der Spieler erhält für alle seine Wachsoldaten, Soldaten und Wirte je drei Münzen. Durch die Anzahl der Wachsoldaten steigt zudem seine Verteidigung für einen potenziellen Angriff. | 13                           |
| Kaserne   | Soldat          | Der Spieler greift alle Spieler an, die weniger Wachsoldaten besitzen als er Soldaten in der Auslage hat. Diese müssen die jeweils am weitesten links liegende Person verdeckt in das Lazarett legen. Zudem erhält er für jeden Soldaten drei Münzen. | 14                           |
| Taverne   | Wirt            | A-Seite: Der Spieler erhält für jeden Wirt vier Münzen, alle anderen Spieler erhalten jeweils drei Münzen, wenn sie mindestens einen Brauer besitzen. B-Seite: Der Spieler überprüft du, von welcher Person er die meisten hat und erhält für jeden Wirt für jede dieser Personen zwei Münzen. | A-Seite: 15 B-Seite: 12      |
| Schloss   | Adlige          | A-Seite: Der Spieler erhält für jede Adlige fünf Münzen und eine Spielfigur. B-Seite: Der Spieler darf bis zu fünf Mal für jeweils eine Münze eine Spielfigur kaufen oder verkaufen. Danach erhält er für jede Adlige sowie für jede verwundete Person vier Münzen. | 16                           |
| Lazarett  | −               | A-Seite: Verwundete Personen werden nach einem Angriff in das Lazarett gelegt und können von der Hexe geheilt werden. Am Spielende muss der Spieler für jede verwundete Person im Lazarett eine Münze zahlen. B-Seite: Verwundete Personen werden nach einem Angriff in das Lazarett gelegt und können von der Hexe geheilt werden. Am Spielende muss der Spieler für jede verwundete Person im Lazarett zwei Münzen zahlen. Die Spieler mit den meisten verwundeten Personen müssen in der Schlusswertung zusätzlich 10 Münzen abgeben. | −10                          |

Wenn die Aktionen abgearbeitet sind, wird die Personenauslage wieder auf sechs offene Karten aufgefüllt, indem alle ausliegenden Karten nach links in die entstandene Lücke verschoben und am rechten Ende eine Karte vom Nachziehstapel offen ausgelegt wird.

### Spielende und Auswertung
Das Spiel endet, wenn jeder Spieler zwölf Karten genommen hat und damit der Personenkartenstapel aufgebraucht wurde. Am Spielende wird eine Schlusswertung durchgeführt:
- für jede Person im Lazarett muss der Spieler eine Münze abgeben,
- die Anzahl unterschiedlicher Personen in der eigenen Auslage wird mit sich selbst multipliziert, der Spieler erhält das Ergebnis in Münzen (maximal 7 × 7 = 49),
- für jedes Gebäude erfolgt eine Mehrheitenwertung und diejenigen mit den meisten Personen in der jeweiligen Auslage bekommen die Anzahl Münzen, die auf der Karte vermerkt ist.

Der Gewinner des Spiels ist der Spieler, der nach der Schlusswertung das meiste Geld besitzt. Bei einem Gleichstand gewinnen mehrere Spieler gemeinsam.

## Ausgaben und Rezeption
Das Spiel Majesty wurde von Marc André seit 2014 entwickelt und wurde 2017 zu den Internationalen Spieltagen in Essen beim Hans im Glück Verlag in einer deutschen Auflage veröffentlicht. Zeitgleich erschien es in einer englischen Version als Majesty: For the Realm bei Z-Man Games, in einer französischen Version (Hans im Glück), einer niederländischen Version (999 Games), einer polnischen Version (Bard Centrum Gier), einer italienischen Version (Asterion Press), einer koreanischen Version (Hans im Glück, Mandoo Games), einer japanischen Version (Arclight) und einer multinationalen Version für die nordischen Sprachen Schwedisch, Norwegisch, Finnisch und Dänisch (Hans im Glück).

## Belege
1. 1 2 3 4 5 6 7 8 9  Spielregeln (Memento des Originals vom 26. Januar 2018 im Internet Archive)  Info: Der Archivlink wurde automatisch eingesetzt und noch nicht geprüft. Bitte prüfe Original- und Archivlink gemäß Anleitung und entferne dann diesen Hinweis. für Majesty bei Hans im Glück
2. ↑  Versionen von Majesty in der Datenbank BoardGameGeek; abgerufen am 25. Januar 2017.